# Antonietta Zita
Antonietta Zita (* vor 1935) ist eine italienische Filmeditorin. In den 26 Jahren ihrer Tätigkeit von 1952 bis 1978 schnitt sie über 125 Filme. Sie hatte als Mitarbeiterin bei Otello Colangeli und der Fonoroma begonnen. Eines ihrer Pseudonyme ist Rosemary Ware.

## Filmografie (Auswahl)
- 1959: Terror in Oklahoma (Il terrore dell'Oklahoma)
- 1960: Das Geheimnis der roten Maske (Il terrore della maschera rossa)
- 1960: Die Mühle der versteinerten Frauen (Il mulino delle donne di pietra)
- 1960: Rasputin, der Dämon von Petersburg (L'ultimo zar)
- 1961: Herkules, der Held von Karthago (La vendetta di Ursus)
- 1961: Der Kampf um Troja (La guerra di Troia)
- 1962: Zorros Heimkehr und Rache (Zorro alla corte di Spagna)
- 1963: Der Henker von Venedig (Il boia di Venezia)
- 1963: Der Löwe von San Marco (Il leone di San Marco)
- 1965: Ein Loch im Dollar (Un dollaro bucato)
- 1965: Per un pugno nell’occhio
- 1966: Höllenjagd auf heiße Ware (New York chiama Superdrago)
- 1966: Arizona Colt (Arizona Colt)
- 1966: Tampeko – Ein Dollar hat zwei Seiten (Per pochi dollari ancora)
- 1967: Escondido (El Desperado)
- 1967: Die Satansbrut des Colonel Blake (7 winchester per un massacro)
- 1967: Lucky M. füllt alle Särge (Lucky, el intrépido)
- 1967: Sein Wechselgeld ist Blei (I giorni della violenza)
- 1967: Wanted (Wanted)
- 1967: Zwei Trottel gegen Django (Due Rrringos nel Texas)
- 1968: Hasse deinen Nächsten (Odia il prossimo tuo)
- 1968: Killer adios (Killer adios)
- 1968: Quanto costa morire
- 1968: Die schmutzigen Dreizehn (Quindici forche per un assassino)
- 1968: Tre croci per non morire
- 1969: Die Nackte und der Kardinal (Beatrice Cenci)
- 1969: La notte dei serpenti
- 1969: Die Rechnung zahlt der Bounty-Killer (La morte sull'alta collina)
- 1970: Der feurige Pfeil der Rache (L'arciere di fuoco)
- 1971: Drei Amen für den Satan (La vendetta è un piatto che si serve freddo)
- 1971: Kommissar X jagt die roten Tiger
- 1972: Ein achtbarer Mann (Un uoma da rispettare)
- 1972: Ben und Charlie (Amico, stammi lontano almeno un palmo)
- 1972: Monta in sella, figlio di…
- 1973: Die ehrenwerte Familie (L'onorata famiglia, uccidere è cosa nostra)
- 1973: Fäuste – Bohnen und… Karate! (Storia di karatè, pugni e fagioli)
- 1974: Vier Fäuste schlagen wieder zu (Carambola)
- 1975: Vier Fäuste und ein heißer Ofen (Carambola filotto… tutti in buca)
- 1977: Der Mann aus Virginia (California)
- 1978: Sie nannten ihn Mücke (Lo chiamavano Bulldozer)